# Sendhwa
Sendhwa (o Sendhawa) è una suddivisione dell'India, classificata come municipality, di 48.941 abitanti, situata nel distretto di Barwani, nello stato federato del Madhya Pradesh. In base al numero di abitanti la città rientra nella classe III (da 20.000 a 49.999 persone).

## Geografia fisica
La città è situata a 21° 40' 60 N e 75° 5' 60 E e ha un'altitudine di 408 m s.l.m..

## Società

### Evoluzione demografica
Al censimento del 2001 la popolazione di Sendhwa assommava a 48.941 persone, delle quali 25.269 maschi e 23.672 femmine. I bambini di età inferiore o uguale ai sei anni assommavano a 8.418, dei quali 4.389 maschi e 4.029 femmine. Infine, coloro che erano in grado di saper almeno leggere e scrivere erano 30.604, dei quali 17.662 maschi e 12.942 femmine.